# Бабаев, Михаил Матвеевич
Михаил Матвеевич Бабаев (род. 9 июня 1932 года, г. Ростов-на-Дону) ― советский и российский учёный-правовед, специалист в сфере криминологии, доктор юридических наук, профессор, Заслуженный деятель науки Российской Федерации. Индекс Хирша — 18.

## Биография
Михаил Матвеевич Бабаев родился 9 июня 1932 года в Ростове-на-Дону в семье служащих. Отец Бабаев Матвей Михайлович (1893—1964), мать Бабаева Мария Михайловна (1905—1995).
Окончил мужскую среднюю школу № 39, а в 1955 году — юридический факультет Ростовского государственного университета им. М. В. Молотова. В Ростове-на-Дону Бабаев М. М. работал юрисконсультом, народным судьёй и председателем Кировского народного суда города Ростова-на-Дону.
В 1962―1965 годах М. М. Бабаев обучался в очной аспирантуре юридического факультета Московского государственного университета имени М.В. Ломоносова. Под руководством профессора Г.А. Кригера в 1966 году защитил кандидатскую диссертацию на тему: «Индивидуализация наказания несовершеннолетних по советскому уголовному праву», Михаил Матвеевич Бабаев был первым учеником у профессора Германа Абрамовича Кригера.
С 1964 по 1978 годы Михаил Матвеевич Бабаев работал во Всесоюзном институте по изучению причин и разработке мер предупреждения преступности Прокуратуры СССР, здесь в 1975 году он защитил докторскую диссертацию на тему: «Теоретические основы криминологического исследования социально-демографических процессов в СССР». В 1978―1992 годах работал профессором Академии МВД СССР. С 1992 по 2015 годы М. М. Бабаев был главным научным сотрудник ФГКУ «ВНИИ МВД России». С 2015 года Михаил Матвеевич Бабаев ― главный научный сотрудник научно-исследовательского отдела Академии ФСИН России.
М. М. Бабаев с 1979 по 1991 год был ведущим научно-правовой программы «Человек и закон» на Центральном телевидении СССР. М. М. Бабаев является членом Санкт-Петербургского международного криминологического клуба.

## Научная деятельность
Под руководством профессора Михаила Матвеевича Бабаева была сформирована научная школа (1975) «Демография и преступность; социальные последствия преступности; криминологическая безопасность; молодёжная преступность», через которую прошли более 50 учеников. Они и его ученики изучали связь социальных процессов и преступности; социальные последствия преступности; теорию причин и теорий предупреждения преступлений; преступность молодёжи; совершенствование эффективной системы социальной профилактики правонарушений; криминологическую безопасность.
Михаил Матвеевич Бабаев написал более 200 научных трудов, в том числе 8 монографий и 5 учебных пособий, опубликованных в России и за рубежом (Италия, США, ЮАР, Венгрия и др.).

### Основные труды
- «Индивидуализация наказания несовершеннолетних» (1968);
- «Влияние демографических процессов на преступность» (1976);
- «Социальные последствия преступности» (1982);
- «Социальная профилактика правонарушений» (1989);
- «Преступность и её предупреждение в Москве» (1995);
- «Права человека и криминологическая безопасность» (2004);
- «Молодёжная преступность» (2006);
- «Теоретические и прикладные проблемы предупреждения сексуальной эксплуатации женщин и детей» (2012).

## Награды и звания
- Орден Дружбы народов;
- Орден Почёта;
- Лауреат премии МВД России;
- Лауреат медали имени Ф.Н. Плевако;
- Лауреат юридической премии «Фемида».